# マーズ・スカウト計画
マーズ・スカウト計画（マーズ・スカウトけいかく、英: Mars Scout Program）とは、アメリカ航空宇宙局 (NASA) が一般の研究機関からの提案を採用するという新たな形式で始められた火星探査プログラムである。これは、長期火星探査計画マーズ・エクスプロレーション・プログラムに沿ったメインのミッションを補う低コストなミッションとして始められたもので、このプログラムによる2007年打ち上げの初のミッションにはアリゾナ大学月惑星研究所のフェニックス計画が選ばれた。
2007年のミッションの最終の審査にはフェニックス計画の他に次の3つの計画が残っていた。MARVEL (Mars Volcanic Emission and Life Scout) は極軌道をめぐって大気中の粒子や火山あるいは生命活動を赤外線分光器で解析しようという軌道船の計画であった。ARES (Aerial Regional-scale Environmental Survey of Mars) は、火星の空に航空機を飛ばすという野心的なもので、高度 1 km から大気や地表を観測するというものであった。SCIM (Sample Collection for Investigation of Mars) は、地球へのサンプルリターンを目指した計画で、地表からではなく高層の大気からガスやチリを収集し、自由帰還軌道で持ち帰ろうというものであった。こうした中、中止されたマーズ・サーベイヤー2001計画に使う予定であった着陸機を用いて、失敗したマーズ・ポーラー・ランダーの雪辱戦とも言うべきフェニックス計画が2003年に採用を勝ち取り実行に移された。
スカウト・プログラムによる2回目のミッションは、当初2011年に打ち上げられる予定であったが、組織運営上の利害関係の衝突によって2013年に延期となった。2007年現在2つの候補が最終審査に残っている。また、3回目のミッションは暫定的に2018年に予定されている。